# Colline Bugti
Le colline Bugti sono una catena collinare del Pakistan che comprende la regione nota come paese dei Bugti. Prolungamento occidentale dei monti Sulaimān, diretto verso il nodo di Quetta, sono una regione brulla abitata dai nomadi bugti, una tribù beluca. La scoperta di depositi di gas naturale a Sūi hanno apportato nuova linfa economica all'area. Alcune vallate e altopiani della catena sono stati pian piano trasformati in zone adatte alla coltivazione.